# Cim de Moscalló
El Cim de Moscalló és una muntanya de 2.120,4 metres que fa de límit dels termes comunals de Mentet i de Pi de Conflent, tots dos de la comarca del Conflent, a la Catalunya del Nord. Es troba en el sector central - occidental del terme de Pi de Conflent i al nord-oriental del de Mentet. És a prop al sud-est del poble de Mentet i al sud-oest, força més lluny, del de Pi de Conflent. És també a prop al nord-oest del Pic de la Llobeta.